# Otakar Fuka
Otakar Fuka (Praga, 28 de desembre de 1936 - 22 de febrer de 2012) va ser un guionista, director i pedagog de cinema txec.
Es va graduar a la FAMU de Praga l'any 1960, però ja en aquella època va treballar alguns anys com a ajudant de direcció als Estudis Barrandov. A la dècada dels 60 també va treballar a Grècia durant un temps, però no es va convertir en director independent fins al 1971, quan va debutar amb Svědectví mrtvých očí.
A partir de 1980 va ensenyar com a professor ajudant a la FAMU de Praga i hi va treballar, entre altres coses, com a supervisor pedagògic professional durant el rodatge de pel·lícules de postgrau.

## Filmografia
- 1988 Piloti
- 1987 Černá punčocha
- 1984 Příliš velká šance
- 1983 Samorost
- 1981 Kam zmizel kurýr
- 1981 V podstatě jsme normální
- 1979 Pátek není svátek
- 1978 Pumpaři od Zlaté podkovy
- 1977 Zlaté rybky
- 1975 Mys Dobré naděje
- 1972 Akce Bororo
- 1971 Svědectví mrtvých očí
- 1970 Návštěvy
- 1958 Linka 515 - 42